# Apol·lodor de Falèron
Apol·lodor de Falèron (en llatí Apollodorus, en grec Άπολλόδωρος) fou un grec natural de Falèron destacat i fervorós seguidor de Sòcrates, però incapaç d'entendre la saviesa del seu mestre, i es mostrava descontent amb els seus ensenyaments. Això li va portar el sobrenom de μανικὸς (excèntric). A la mort de Sòcrates, va tenir un atac de nervis i es va posar a plorar amb fortes lamentacions. Claudi Elià diu que abans que morís, va oferir a Sòcrates un vestit de roba fina perquè la seva mort fos respectable. Plató el menciona en els als seus diàlegs, sobretot a El convit.